# Hans Fischerkoesen
Hans Fischerkoesen, nato Hans Fischer (Bad Kösen, 18 maggio 1896 – Mehlem, 23 aprile 1973), è stato un regista, animatore e produttore cinematografico tedesco, attivo soprattutto in campo pubblicitario tra gli anni venti e cinquanta e considerato uno dei pionieri del cinema d'animazione.
Spesso definito "il Walt Disney tedesco", nel corso della sua carriera ha ricevuto numerosi premi in manifestazioni internazionali dedicate all'animazione commerciale, tra cui quelle di Roma, Milano, Venezia, Monte Carlo e Cannes, oltre ad un riconoscimento durante la 1ª edizione del Festival di Berlino nel 1951 per il corto Blick ins Paradies,
Nel 2005, in occasione della 55ª edizione del Festival di Berlino, il corto Alles Gute gelingt auch (AGGA) del 1949 è stato proiettato nella sezione speciale "Selling Democracy - Winning the Peace", incentrata sulle diverse visioni della situazione tedesca che nei primi anni del secondo dopoguerra vennero date da parte del cinema.

## Biografia

### I primi anni
Nato nel 1896 a Bad Kösen, nel comune tedesco di Naumburg, sin da bambino Hans Fischer fu incoraggiato dai suoi genitori a dedicarsi ad attività come il disegno e il teatro di figura. A causa della salute cagionevole, trascorse l'infanzia creando spettacoli di burattini per la sua famiglia e sviluppando ben presto una passione per il disegno e l'intrattenimento. Durante la prima guerra mondiale fu esentato dal servizio attivo a causa di una grave forma d'asma e lavorò in ospedali militari vicini al fronte, dove gli orrori della guerra lo impressionarono profondamente. Nello stesso periodo frequentò l'Accademia delle arti grafiche di Lipsia insieme alla sorella Leni, che nel corso degli anni sarebbe stata la sua più stretta collaboratrice. Terminata la guerra, al suo ritorno a casa progettò di realizzare un film d'animazione intitolato Das Loch im Westen, nel quale gli speculatori venivano rappresentati come la vera causa del conflitto. Dopo alcuni mesi riuscì a terminare quello che viene considerato il primo film d'animazione mai prodotto in Germania e a venderlo a un distributore locale per 3000 marchi, cifra che gli permise di continuare a lavorare in questo campo.

### La carriera come animatore commerciale
La carriera di Fischer nell'animazione pubblicitaria prese il via nel 1921, quando realizzò il corto Bummel-Petrus che venne utilizzato dalla fabbrica di scarpe Nordheimer di Lipsia. Poiché il cognome Fischer era molto comune nell'industria cinematografica, per cercare di distinguersi decise di aggiungere il luogo di nascita (Kösen) e di assumere lo pseudonimo "Fischerkoesen". Sempre nel 1921 realizzò altri spot pubblicitari animati e il successo ottenuto gli fruttò un contratto biennale con il produttore Julius Pinschewer, con il quale diresse numerosi corti animati fino al 1928, tra cui Die Besteigung des Himalaja (1923), Glück auf! (1924) e Der kluge Einfall (1925). Uno di questi in particolare, Der Pfennig muß es bringen, prodotto nel novembre 1924 per due banche tedesche che in seguito sarebbero diventate parte integrante del piano nazista per finanziare la guerra, alimentò la successiva accusa di collaborazione con il regime nei suoi confronti.
Terminato il sodalizio con Pinschewer, Fischerkoesen lavorò temporaneamente presso il dipartimento di propaganda dell'UFA e dopo essere diventato capo disegnatore fondò il proprio studio a Potsdam. Nel 1931 fu celebrato da un giornale di Lipsia con un articolo intitolato "Attenzione, Topolino, Felix the Cat e Co.!", illustrato con immagini ricavate dalle sue pubblicità (tra cui una mucca con una lira incorporata nelle corna, un toro in smoking e un balletto di canguri in stile Art déco). Per tutti gli anni trenta continuò con successo la carriera pubblicitaria realizzando oltre 1000 film animati, molti dei quali sono andati perduti, e inoltre contribuì con sequenze animate a documentari e film di addestramento militare per l'OKW, l'alto comando delle forze armate tedesche.

### Il periodo nazista
Sebbene l'instaurazione del regime nazista nel 1933 non influì troppo sulla sua attività, lo scoppio della seconda guerra mondiale spinse la carriera del regista sull'orlo del collasso perché i prodotti che aveva promosso con tanto successo stavano diventando sempre più oggetti di lusso. Il declino fu accentuato nel 1941, quando il ministro della propaganda Joseph Goebbels decise di vietare la pubblicità del cosiddetto Mangelware, ovvero i beni come cibo e vestiti che in questo periodo iniziavano a scarseggiare.
Senza futuro nel settore pubblicitario, la carriera di Fischerkoesen prese una piega inaspettata poiché sia Hitler che Goebbels avevano una grande passione per il cinema e in particolare per i cartoni animati, specialmente per le produzioni di Walt Disney, e sognavano un'industria cinematografica tedesca più grande e migliore di quella degli Stati Uniti. Così, quando il 25 giugno 1941 Goebbels fondò una nuova società di cinema d'animazione, la Deutsche Zeichentrickfilme, Fischerkoesen fu una scelta naturale per quello che era visto come un progetto strategico. Il regista e il suo staff furono quindi trasferiti a Potsdam, vicino agli studi della UFA.

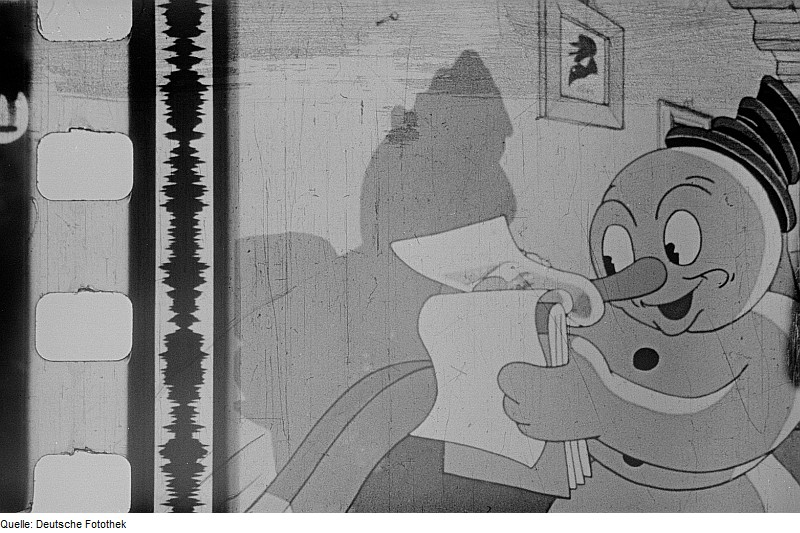
Un fotogramma di Der Schneemann del 1944

Fischerkoesen non rifiutò di collaborare con la propaganda nazista, tuttavia sostenne di non avere talento per l'intrattenimento come per il settore pubblicitario e venne perciò affiancato dal vignettista Horst von Mollendorf, che avrebbe dovuto aiutarlo con le sceneggiature per le future animazioni. In queste circostanze fu incaricato da Goebbels di creare cartoni che fossero tecnologicamente uguali o migliori delle animazioni della Disney e ricevette finanziamenti sufficienti per produrre i suoi tre film più importanti e costosi: Verwitterte Melodie, Der Schneemann, nel quale furono usati effetti tridimensionali, e Das dumme Gänslein.
Secondo le direttive di Goebbels tutti e tre i corti furono realizzati senza dialoghi, evitando i costi per la sincronizzazione dei sottotitoli e facilitando così la distribuzione internazionale. Nonostante alcuni elementi che potevano indicare una relativa "insubordinazione" alla retorica nazista, come la presenza di brani jazz (considerata "musica degenerata" dal regime) in Verwitterte Melodie o l'aspettativa di giorni migliori da parte del pupazzo di neve in Der Schneemann, i risultati incontrarono l'approvazione di Goebbels grazie alle loro qualità tecniche e al messaggio trasmesso, ritenuto in linea con l'ideologia nazista. Soprattutto in Das dumme Gänslein, storia di un'oca che si avventura oltre i confini della fattoria finendo quasi uccisa da una volpe, furono notati infatti diversi simboli antisemiti, come la volpe che rappresentava "l'ebreo malvagio" o la canzone yiddish Bei Mir Bistu Shein in sottofondo mentre la volpe tende un'imboscata all'oca.

### Il periodo post-bellico e gli ultimi anni
Terminata la seconda guerra mondiale, Fischerkoesen fu arrestato dai sovietici come sospetto collaborazionista e trascorse tre anni nel campo di concentramento di Sachsenhausen, 30 km a nord di Berlino, finché non riuscì a dimostrare la sua appartenenza a un gruppo clandestino di resistenza e l'estraneità al regime. Rilasciato nel 1948, fuggì con la moglie e i due figli nel settore tedesco controllato dai francesi e fondò i Fischerkoesen Studios a Mehlem, nel distretto di Bad Godesberg, dove tornò a lavorare con successo nell'animazione commerciale ricevendo numerosi riconoscimenti.
Nel giugno del 1951 partecipò alla 1ª edizione del Festival internazionale del cinema di Berlino con Blick ins Paradies, aggiudicandosi la Targa di bronzo nella categoria "Film pubblicitari".
A metà degli anni sessanta, a causa dello sviluppo della televisione e della richiesta di clip più brevi, Fischerkoesen cercò di adattarsi ma trovò difficile stare al passo con i tempi. Gli studi furono chiusi nel 1972, appena un anno prima della sua morte, ma furono in seguito riorganizzati da uno dei figli e trasformati in una nuova compagnia. Morì a causa di un ictus il 25 aprile 1973, all'età di 76 anni.

## Filmografia parziale

### Regista
- Professor Sprit (1921)
- Die Teufelei im Moment (1921)
- Bummel-Petrus (1921)
- Die Besteigung des Himalaja (1923)
- Abbau auch im Harem (1924)
- Brand im Wolkenkratzer (1924)
- Glück auf! (1924)
- Der Glücksvogel (1924)
- Im Urwald (1924)
- Nunak, die Eskima (1924)
- Sonnenersatz (1924)
- Das Zauberpferd (1924)
- Der Pfennig muß es bringen (1924)
- Ewald-Film GmbH, Berlin (1924) - Co-regia con Julius Pinschewer
- Der kluge Dackel (1925)
- Meier glüht (1925)
- Der kluge Einfall (1925)
- Das Seegespenst (1925)
- Jettes Ausgang (1925) - Co-regia con Julius Pinschewer
- Die Geschichte vom Schokoladenkasper (1926) - Co-regia con Julius Pinschewer
- Der Arm (1926)
- Auf der Skitour (1926) - Co-regia con Julius Pinschewer
- Jackie Coogan in Europa (1927) - Documentario
- Ja, Kuchen! (1927)
- Herr Jedermann ist wissensdurstig (1928)
- Unerschütterlich (1928)
- Wer hat denn den Käse zum Bahnhof gerollt! (1929)
- Raum ist in der kleinsten Hütte (1929)
- Morgentoilette im Jahre 2228 (1929)
- Kluge Frauen (1929)
- Frau Rückständig und die Dienstbotennot (1929)
- Der möblierte Herr (1929)
- Zurück zur Natur (1930)
- Tanztee! (1930)
- Melodie der Wellen (1931)
- Was Ihr wollt (1931)
- Sonne ins Haus (1932)

- Wettkampf der Sender (1932)
- Schall und Rauch (1933)
- Herzklopfen (1933)
- Taler, Taler Du mußt wandern (1933)
- Sichtbare Gedanken (1934)
- Radaubrüder (1934)
- Der Wegweiser (1934)
- Das blaue Wunder (1935)
- Die Kälte wich (1936)
- Zwei Minuten von Bedeutung (1937)
- Waardige vertegenwoordiging (1937)
- Von merkwürdigen Tieren und ihren Eiern (1937)
- Überfall am Finkenhof (1937)
- Sjakk matt (1938)
- Kalifens hemmelighet (1938) - Co-regia con Desider Gross
- En sigarett - en drøm (1938)
- Dicke Luft (1938)
- Unter der Haube (1938)
- Der Strohwitwer (1939)
- Inspiration (1939)
- 5-Pfennig-Serenade (1941)
- Verwitterte Melodie (1943)
- Der Schneemann (1944)
- Das dumme Gänslein (1945)
- Alles Gute gelingt auch (AGGA) (1949)

### Regista (nell'ambito della sua serie antologica di film pubblicitari (1949-70))
- Ein Hundeleben (1951)
- Die gelbe Hand (1951)
- Das Strandgut (1951)
- Am Busen der Natur (1951)
- Genießer unter sich (1952)
- Die Landpartie (1952)
- Die Beine von Dolores (1952)
- Damals und heute (1952)
- Melodie der blauen Punkte (1953)
- Fahrt ins Wunderland (1953)
- Eine glänzende Idee (1953)

- Die Wunderkinder (1953)
- Der Knalleffekt (1953)
- Alles in Butter (1953)
- Wußten Sie...? (1954)
- Müffi's Ende (1954)
- Meine Wolldecke und ich (1954)
- Ein weißer Schwan (1954)
- Die neue Linie (1954)
- Das Lied von Acella (1954)
- Das anziehende Haus (1954)
- Da ist alles drin! (1954)
- Mehr Zeit für Freizeit (1955)
- Esso hat's in sich! (1955)
- Der tote Punkt (1955)
- Gut aufgelegt (1956)
- Fix (1956)
- Die Licht-Biennale (1956)
- Die glückliche Insel (1956)
- Das Wunderbare! (1956)
- Stragula-Linoleum-Teppiche - Gut aufgelegt (1956)
- Spiel mit Kugeln (1957)
- Non plus ultra (1957)
- Hinter verschlossenen Türen (1957)
- Das Rezept (1957)
- Das Nervenbündel (1957)
- Das lockende Ziel (1957)
- Tempo (1-5) (1958)
- Die Stadtrundfahrt (1958)
- Die drei Delikaten nach Schweizer Art (1958)
- Counsul Crown (1958)
- Blau & weiß (1958)
- Unter uns gesagt... (1959)
- Das Nieskonzert Opus 13 (1959)
- Die Zweite von links (1960)
- Dort und hier (26.07.1960)
- Sie kommen! (13.05.1970) (finale di serie)

### Animatore
- Schokoladenliebe, regia di Julius Pinschewer (1922)
- Die Geschichte vom Schokoladenkasper, regia di H. Fischerkoesen e Julius Pinschewer (1926)
- Taler, Taler Du mußt wandern, regia di H. Fischerkoesen (1933)
- Herzklopfen, regia di H. Fischerkoesen (1933)
- Sichtbare Gedanken, regia di H. Fischerkoesen (1934)
- Radaubrüder, regia di H. Fischerkoesen (1934)
- Lebende Werkzeuge, regia di Hans F. Wilhelm (1936) - Documentario
- Der Schneemann, regia di H. Fischerkoesen (1944)
- Das dumme Gänslein, regia di H. Fischerkoesen (1944)
- Sinfonie eines Autos, regia di Hans Liesfeld e Ulrich Kayser (1949) - Documentario
- Annoncentheater - Ein Abendprogramm des deutschen Fernsehens im Jahre 1776, regia di Helmut Käutner (1962) - Film Tv

### Produttore
- Professor Sprit, regia di H. Fischerkoesen (1921)
- Die Teufelei im Moment, regia di H. Fischerkoesen (1921)
- Jackie Coogan in Europa, regia di H. Fischerkoesen (1927) - Documentario
- Raum ist in der kleinsten Hütte, regia di H. Fischerkoesen (1929)
- Frau Rückständig und die Dienstbotennot, regia di H. Fischerkoesen (1929)
- Morgentoilette im Jahre 2228, regia di H. Fischerkoesen (1929)
- Kluge Frauen, regia di H. Fischerkoesen (1929)
- Was Ihr wollt, regia di H. Fischerkoesen (1931)
- Das dumme Gänslein, regia di H. Fischerkoesen (1945)

### Effetti speciali
- Schiff in Not, regia di Walter Ruttmann (1936) - Documentario
- Helden der Küste, regia di Walter Ruttmann (1937) - Documentario
- Im Zeichen des Vertrauens. Ein Beyer-Film, regia di Walter Ruttmann (1938)